# Ondes Martenot
Pour les articles homonymes, voir Ondéa.

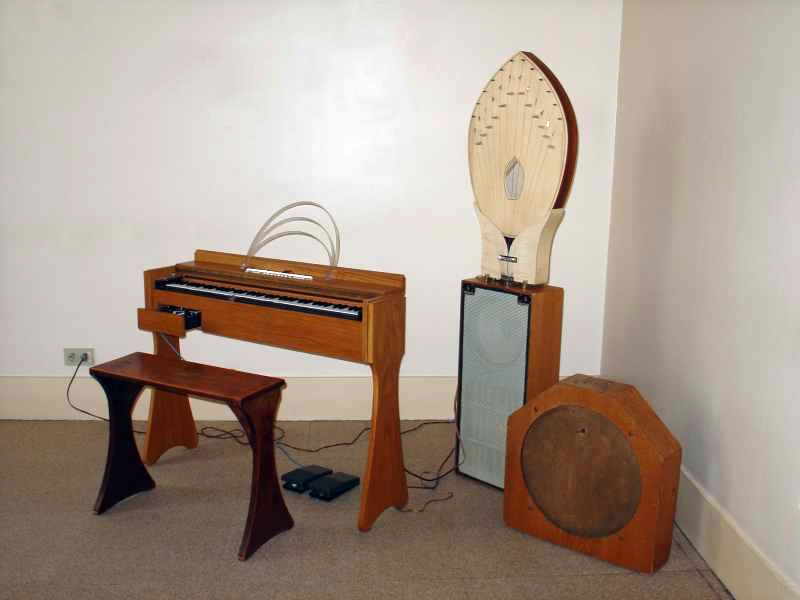
Ondes Martenot.

Les ondes Martenot sont un instrument de musique électronique, inventé par Maurice Martenot et présenté au public en 1928. Un joueur d'ondes Martenot est appelé un ondiste.

## Histoire
Avec le thérémine mis au point en Russie en 1919, les ondes Martenot constituent l'un des plus anciens instruments de musique électronique conçus à partir de 1918. Suivant le spécialiste Michel Risse, de l'Université Pierre-et-Marie-Curie, c'est par le truchement de la télégraphie sans fil (TSF) que le caporal Martenot, radiotélégraphiste durant la Première Guerre mondiale, découvrit le potentiel musical des ondes. Maurice Martenot dépose le brevet de son invention en 1922 et présente ses « ondes musicales » au public le 20 avril 1928 à l'Opéra de Paris avec l'Orchestre Pasdeloup en exécutant le Poème symphonique pour solo d'ondes musicales et orchestre que le compositeur franco-grec Dimitrios Levidis avait spécialement écrit pour lui en 1926. Le succès fut immédiat.
Des compositeurs comme Charles Koechlin, Arthur Honegger, Darius Milhaud, André Jolivet et Olivier Messiaen écrivent immédiatement des morceaux pour les ondes Martenot, symbole d'inouï et de modernité, que son inventeur ne cesse d'améliorer jusqu'en 1975, année de la création du septième et dernier modèle de concert. On peut citer par exemple l'œuvre de Messiaen intitulée Fête des belles eaux, pour six Ondes Martenot, qui fut créée pour l'Exposition universelle de 1937 et imite le mouvement des fontaines. Le répertoire compte plus de 1 500 œuvres. L'instrument est aussi employé dans les musiques populaires, dans les années 1950 et 1960 ; on peut l'entendre par exemple chez des chanteuses telles qu'Édith Piaf ou Catherine Sauvage, et plus significativement chez des chanteurs tels que Léo Ferré ou Jacques Brel.
Sa production est stoppée en 1988. À la suite de diverses tentatives infructueuses de la part de fabricants japonais ou américains, on assiste à la fin des années 1990 à l'éclosion d'une nouvelle facture de l'instrument ayant pour nom ondéa. L'ondéa doit beaucoup à Jeanne Loriod par ses conseils éclairés et à Claude-Samuel Lévine qui a, par ailleurs, mis au point son système de diffuseurs virtuels, s'approchant des sonorités des diffuseurs des ondes Martenot d'origine (résonance, métallique et palme),. Cela a permis une renaissance de l'instrument, utilisé désormais sur scène et en tournée par différents ondistes depuis 2004, notamment des artistes populaires anglo-américains tels que Joe Jackson, Gorillaz ou Jonny Greenwood. L'ondéa était aussi utilisé par le musicien français Yann Tiersen (pendant dix ans avec Christine Ott). Plusieurs conservatoires français (Strasbourg, Cergy, Boulogne, Évry, Saint-Étienne) se sont équipés de cet instrument.
Depuis 2006, le luthier électronique Jean-Loup Dierstein a assuré la restauration d'ondes Martenot au sein du Conservatoire national supérieur de musique et de danse de Paris. Sa connaissance poussée de l'instrument l'a conduit à créer sa propre version des ondes Martenot. Le premier modèle des ondes musicales by Dierstein est sorti en 2011. C'est à ce jour la réplique la plus fidèle qui soit de l'instrument original, auquel toutefois elle apporte son lot d'innovations, comme l'ajout d'un mécanisme de réverbération numérique simulant l'effet produit par le haut-parleur D2. Les ondes Dierstein sont utilisées par de nombreux ondistes comme Christine Ott, Thomas Bloch, Jonny Greenwood ou Takashi Harada. En 2020, Christine Ott publie un album intitulé Chimères (pour Ondes Martenot), entièrement composé à partir de ses ondes Dierstein,,.

## Description
Cet instrument monodique à oscillateur électronique se caractérise par ses sonorités particulières, dont la plus connue, proche de la sinusoïde, évoque des voix « venues d'ailleurs », assez proche de la scie musicale, mais présente bien d'autres possibilités, particulièrement au niveau de l'expression. Il comporte :
- un clavier maintenu par suspensions : une poussée latérale sur les touches permet d'agir sur la hauteur du son (sa fréquence) et donc le vibrato[16];
- un ruban parallèle au clavier, le fil, autorisant les glissandi[16];
- une touche d'expression qui se contrôle de la main gauche et qui gère le volume sonore. Par pression plus ou moins forte, on obtient toutes les variations d'intensité allant du pianissimo au fortissimo. Un geste sec sur la touche produit un son percuté. On peut aisément faire une analogie entre la touche d'expression et l'archet d'un instrument à cordes[16];
- un tiroir avec différents timbres pour filtrer et modifier le son et procurer des combinaisons[16] ;
- des diffuseurs (haut-parleurs transformés)[16] :

1. Principal ou D1 : haut-parleur standard de grande puissance,
2. Résonance ou D2 : haut-parleur réverbérant, construit par la Manufacture Rehdéko, et monté derrière des ressorts afin d'obtenir une résonance acoustique, une réverbération artificielle,
3. Gong ou D3 : haut-parleur dont la membrane est remplacée par un gong pour créer des sons métalliques,
4. Palme : pièce de lutherie sur laquelle sont tendues des cordes métalliques, reliées à la bobine du haut-parleur. Ces vibrations permettent une mise en résonance dite « par sympathie » des différentes cordes accordées très précisément et en chantant.

## Répertoire

### Répertoires classique, contemporain et électroacoustique
- Jacques Chailley
- Thomas Adès
- André Popp
- Pierre Vellones
- Olivier Messiaen
- André Jolivet
- Pierre Henry
- Arthur Honegger
- Betsy Jolas
- Darius Milhaud
- Edgard Varèse
- Roger Lersy
- Charles Koechlin
- Bruno Letort
- Bohuslav Martinů
- Giacinto Scelsi
- Sylvano Bussotti
- Nathalie Forget
- Marcel Landowski
- Henri Lasserre
- Michelle Lou
- Christian Mason
- Guy Morançon
- Tristan Murail
- Roger Tessier
- Jacques Charpentier
- Thomas Bloch
- Claude-Samuel Lévine
- Jacques Hétu[17]
- Gilles Tremblay[18]
- Christine Ott[19]
- Gilles Gobeil
- Michel Redolfi
- Sophie Lacaze
- Jacques Tchamkerten
- Trio Deslogères[20]
- Pascale Criton
- Marie Bernard

### Chansons d'expression française classique
- Édith Piaf : Je t'ai dans la peau (1952)
- Catherine Sauvage : 
  - 1953 : L'Île Saint-Louis
  - 1956 : Le Temps du plastique, La Fortune et Pauvre Rutebeuf
  - 1961 : Noël et Le serpent qui danse
- Mouloudji : 
  - 1954 : On m'a donné une âme et Un jour tu verras
  - 1967 : Les Roses de décembre
- Jacques Brel (ondiste : Sylvette Allart) :
  - 1955 : Sur la place
  - 1959 : Ne me quitte pas
  - 1962 : Le Plat Pays et La Statue
  - 1963 : La Fanette et Les Vieux
  - 1964 : Le Dernier Repas
  - 1967 : Mon enfance et Fils de...
- Léo Ferré (ondiste : Janine de Waleyne) :
  - 1955 : La Rue, Monsieur mon passé, Vise la réclame et L'Âme du rouquin
  - 1957 : Les Hiboux, La Vie antérieure, La Pipe (album Les Fleurs du mal), Java Partout, La Zizique et Mon Sébasto
  - 1958 : Le Temps du tango, La Vie moderne, Le Jazz-band, Dieu est nègre (album Encore du Léo Ferré)
  - 1959 : Noël (ondiste : Monique Matagne)
  - 1966 : La Poésie
  - 1967 : Le Vin de l'assassin
- André Claveau : Les Yeux d'Elsa (1956)
- Boby Lapointe : L'été où est-il ? (1967 - ondiste : Janine de Waleyne)
- Jean Ferrat : La femme est l'avenir de l'homme (1972, ondiste : Sylvette Allart)

### Musiques populaires
- Marianne Faithfull (ondistes : Thomas Bloch, Augustin Viard)[21]
- Yann Tiersen (ondiste : Christine Ott)
- Tom Waits (ondiste : Thomas Bloch)
- Syd Matters (ondiste : Christine Ott)
- Vanessa Paradis (ondiste : Thomas Bloch)
- Yael Naïm (ondiste : Thomas Bloch)
- Les Têtes Raides (ondiste : Christine Ott)
- Noir Désir (ondiste : Christine Ott)
- Zazie (ondiste : Thomas Bloch)
- Claude-Samuel Lévine (ondiste : Claude-Samuel Lévine)
- Harmonium : (ondiste : Marie Bernard)
- Thomas Fersen (ondiste : Thomas Bloch)
- Faust (ondiste Nathalie Forget)
- Zoé (ondiste : Thomas Bloch)
- Marie Laforêt (ondiste : Thomas Bloch)
- Dominique A (ondiste : Christine Ott)
- Sanseverino (ondiste : Thomas Bloch)
- Les Ogres de Barback
- Radiohead (ondiste : Jonny Greenwood)
- Depeche Mode (ondiste : Martin L. Gore)
- Muse (ondiste : Matthew Bellamy)
- Daft Punk Random Access Memory (ondiste : Thomas Bloch)
- Tindersticks (ondiste : Christine Ott)
- Ulan Bator (ondiste : Nathalie Forget)
- Foudre! (side-project de Mondkopf, Saåad & Frederic D. Oberland) (ondiste : Christine Ott)[22]
- Richard Hawley (Album Truelove's Gutter -Soldier On - Ondiste Thomas Bloch)
- Nick Cave and the Bad Seeds (ondiste: Augustin Viard)[23]
- Accident du Travail (ondiste : Julie Normal)

- Chilly Gonzales (ondiste : Christine Ott)

### Musiques de films
- La Fin du monde (1931), film d'Abel Gance (ondiste : M. Martenot)
- Le Chant des ondes : Sur la piste de Maurice Martenot en 2012 (ondistes : Suzanne Binet-Audet, Jean Laurendeau, Jean-Louis Martenot, Geneviève Grenier, Ensemble d'ondes de Montréal)
- Karakoram, réalisé par Marcel Ichac en 1936 (et aussi version de 1986).
- Mad Max (ondiste : Jeanne Loriod)
- Yes, musique de Tom Waits (ondiste : Thomas Bloch)
- Animatrix
- Mars Attacks!
- Le fabuleux destin d'Amélie Poulain (ondiste : Christine Ott)
- La Marche de l'Empereur, musique de Emilie Simon (ondiste : Thomas Bloch)
- La Leçon de tango (ondiste : Thomas Bloch)
- L'Homme invisible (première version de 1933)
- Being Human : La Confrérie de l'étrange, série de la BBC, musique de Richard Wells (ondiste : Thomas Bloch)
- Deep Water, musique de Jóhann Jóhannsson (ondiste : Thomas Bloch)
- La Fin du silence (ondiste : Christine Ott)
- Métal hurlant
- SOS Fantômes
- Taram et le chaudron magique
- Wendell and Wild, musique de Bruno Coulais (ondiste : Thomas Bloch)
- Tabarly (ondiste : Christine Ott)
- Danger, planète inconnue (1969), un film de Robert Parrish, musique de Barry Gray.
- La Course du lièvre à travers les champs, (1972), musique de Francis Lai (ondiste : Sylvette Allart)
- Enter the Void, musique de Thomas Bangalter (Daft Punk) (ondiste : Thomas Bloch)
- Ryan's Daughter, musique de Maurice Jarre
- Docteur Jivago, musique de Maurice Jarre
- Rêves d'androïde  (パルムの樹, ondiste : Harada Takashi)
- Prisoners, musique de Jóhann Jóhannsson (ondiste : Thomas Bloch)
- The Mercy, musique de Jóhann Jóhannsson (ondiste : Thomas Bloch)
- Le sommet des dieux, musique de Amine Bouhafa (ondiste : Thomas Bloch)
- There Will Be Blood, musique de Jonny Greenwood
- Manta Ray, musique de Christine Ott et Mathieu Gabry (Snowdrops)
- Borderland, musique de Max de Wardener (ondiste : Thomas Bloch)
- L'Odyssée, musique de Alexandre Desplat (ondiste : Thomas Bloch)
- Earwig, musique d'Augustin Viard (ondiste: Augustin Viard)[24]
- Saint-Ex, musique de Christophe Julien (ondiste: Christine Ott)[25]

### Indicatifs de radio et de télévision
- Les Maîtres du mystère, composé par André Popp, série de polars radiophoniques diffusés sur Paris Inter, Europe 1 et France inter, entre 1957 et 1974.
- Ce soir sur FR3, reprise de La Course du lièvre à travers les champs (ondiste : Sylvette Allart)
- Le piège d'Emmanuel Bove, musique de Manuel Peskine (ondiste : Nathalie Forget)
- Habillage sonore de France Culture, jingles (ondiste : Thomas Bloch)
- Habillage sonore de France Musique, jingles, musique de Clément Ducol (ondiste : Thomas Bloch)
- Habillage sonore de la matinale de France Inter, jingles, musique de Loïk Dury et Christophe Minck (ondiste : Thomas Bloch)

### Jeux vidéo
- Siren: New Translation (PS3)
- Dark Void, musique de Bear McCreary

### Création pour ciné-concerts
- Nosferatu de Friedrich Wilhelm Murnau, musiques improvisées avec Jean-François Zygel et divers musiciens (ondiste : Thomas Bloch)
- Tabou de Friedrich Wilhelm Murnau, musique composée par Christine Ott[26]. Première au Festival La Rochelle Cinéma 2013[27].
- Contes et légendes par Lotte Reiniger, musique composée par Christine Ott, avec Anne-Irène Kempf. Première au Festival Augenblick en Novembre 2014.
- La chute de la Maison Usher de Jean Epstein, musique composée par Augustin Viard[28]
- Le Miracle des Fleurs par Max Reichmann (1926), musique composée par Christine Ott et Mathieu Gabry (Snowdrops). Première à la Maison européenne de la photographie en novembre 2024.
- La Charrette fantôme (film, 1921) par Victor Sjöström, musique composée par Christine Ott et Mathieu Gabry (Snowdrops). Première au Festival Travelling de Rennes en février 2025.

## Instrumentistes
- Ginette Martenot
- Marie Bernard
- Thomas Bloch
- Christine Ott
- Jonny Greenwood
- Claude-Samuel Lévine, qui a participé à la conception de l'Ondéa.
- Jeanne Loriod, l'interprète de prédilection de Maurice Martenot.
- Jacques Tchamkerten
- Françoise Deslogères, fondatrice du Trio Deslogères
- Augustin Viard
- Janine de Waleyne
- Cécile Lartigau